# Ludwig Friedrich Kämtz

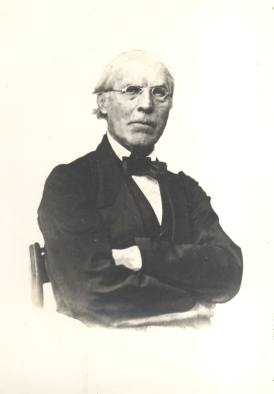
Ludwig Friedrich Kämtz

Ludwig Friedrich Kämtz (* 11. Januar 1801 in Treptow an der Rega; † 8. Dezemberjul. / 20. Dezember 1867greg. in Sankt Petersburg) war ein deutscher Physiker und Meteorologe. Er gilt als einer der Begründer der modernen Meteorologie.

## Leben
Der Sohn des Tuchwebermeisters Martin Philipp Kämtz und dessen Frau, der Kaufmannstochter Dorothea Louise Bleidorn, besuchte die Bürgerschule in Treptow. Auf Betreiben des Konrektors Lorentz konnte er 1814 an das Friedrich-Wilhelm-Gymnasium in Berlin gehen. Dort wurde er durch seinen Lehrer Friedrich Wilhelm Jungius sein Interesse für die Physik der Atmosphäre geweckt.
Von 1817 bis 1819 besuchte er die Schule des Waisenhauses in Halle und studierte dort anschließend an der Universität Rechtswissenschaften und Philosophie. Er besuchte neben philosophischen auch geschichtliche, altsprachliche und mathematische Vorlesungen. 1822 wurde er mit einer mathematischen Arbeit promoviert. Mit Untersuchungen über die Theorien zur Korpuskeltheorie von Isaac Newton und zur Wellentheorie Augustin Jean Fresnels habilitierte er 1824.
1826 hielt er erstmals Vorlesungen über Meteorologie und Erdmagnetismus. 1827 wurde er außerordentlicher, 1834 ordentlicher Professor an der Universität Halle. Sein 1831 in erster Auflage erschienenes Lehrbuch der Meteorologie wurde ein Grundlagenwerk für die Wetterforschung. Ab 1832 führte er in den Alpen Untersuchungen an Gletschern durch. Sein Lehrbuch der Experimentalphysik, das amtliches Lehrmaterial an den preußischen Universitäten wurde, veröffentlichte er 1840. Im gleichen Jahr schlug Kämtz vor, den Begriff „Cumulustratus“ aus der Wolkenklassifikation von Luke Howard durch Stratocumulus zu ersetzen. Der Begriff ist bis in die Gegenwart in Gebrauch. Er war Mitglied der Hallenser Freimaurerloge Zu den drei Degen.
1842 bezog er einen Lehrstuhl für theoretische und praktische Physik an der Kaiserlichen Universität Dorpat. Dort befasste er sich besonders mit Fragen des Erdmagnetismus in Nordeuropa und Russland. 1849 wurde er in den russischen Adelsstand erhoben.
1865 wurde er als Nachfolger von Adolph Theodor Kupffer zum Mitglied der Russischen Akademie der Wissenschaften ernannt. Gleichzeitig erhielt er den Titel eines Staatsrates und wurde Direktor des Physikalischen Zentralobservatoriums von St. Petersburg, das er in Hinsicht auf meteorologische Untersuchungen umgestaltete. Seit 1841 war er korrespondierendes Mitglied der Preußischen Akademie der Wissenschaften.

## Familie
Ludwig Friedrich Kämtz heiratete 1834 Emilie Lorentz (1815–1843). In zweiter Ehe war er ab 1844 mit Emilie von Hoyningen verheiratet, der Tochter eines livländischen Gutsbesitzers. Seine Tochter Constanze war mit dem Indogermanisten Berthold Delbrück verheiratet.

## Schriften
- Untersuchungen über die Expansivkraft der Dämpfe. Hemmerde und Schwetschke, Halle 1826, (Digitalisat)
- Lehrbuch der Meteorologie. Gebauer, Halle, Band 1: 1831; Band 2: 1832 (Digitalisat); Band 3: 1836
- Lehrbuch der Experimentalphysik, Halle 1842